# Ередия (Коста Рика)
Ередия (на испански: Heredia) е град в Коста Рика, с население от 42 600 жители. Той е главен град на едноименната провинция Ередия.
Историята му датира от 1570 г. а настоящето си име носи от 1763 г. Градът се намира на 10 км северозападно от столицата Сан Хосе и лежи на 1140 м. надм. височина.
В Ередия се намира най-големия университет на Коста Рика.

## Побратимени градове
- Мариета, Джорджия, САЩ

## Личности
- Родени в Ередия
  - Оскар Ариас Санчес (род. 1940) – Президент на Коста Рика
  - Пауло Уанчоп (род. 1976) – национален футболист на Коста Рика